# アルー諸島
座標: 南緯6度10分 東経134度30分 / 南緯6.167度 東経134.500度

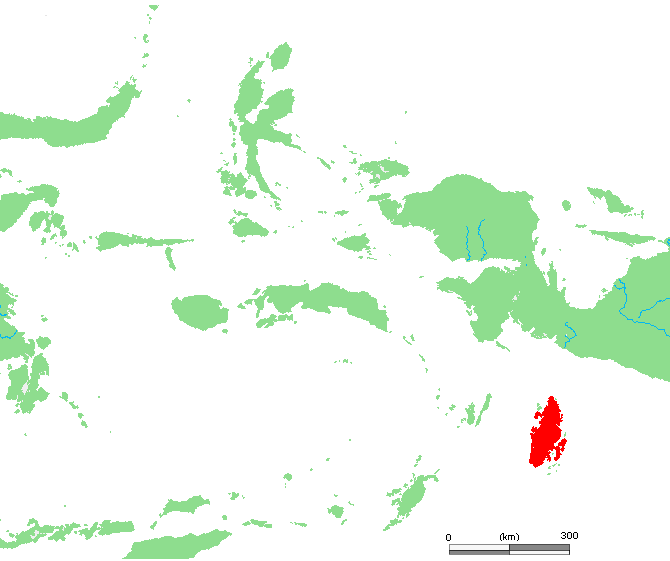
アルー諸島の位置

アルー諸島（アルーしょとう、Aru Islands）は、95の島々からなるインドネシア東部マルク州にある島嶼群。Aroe Islandsとも表記される。
同諸島は、ニューギニア島とオーストラリアの間のアラフラ海に位置する。面積の合計はおよそ8563km²。最大の都市はドボ。
真珠の養殖業が盛んで、主な収入源となっている。他にもココナッツやタバコなどが生産されている。